# 小行星8591
小行星8591（8591 Excubitor）是一颗绕太阳运转的小行星，为主小行星带小行星。该小行星于1960年9月24日发现。

## 轨道参数
小行星8591的轨道半长轴为3.1646475 UA，离心率为0.184。